# Eucalyptus olsenii
Eucalyptus olsenii, eucalipto woila ("woila gum"), es una mirtácea de Australia en un hábitat restringido.

## Descripción
Es un pequeño árbol de hasta 20 m con la corteza lisa blanca que la muda en cintas.
Las hojas adultas son pedunculadas, lanceoladas o curveadas y oblicuas, de 8-12 cm de largo, 1,5-2 cm de ancho, verdes, brillosas, y concolorosas. Las hojas jóvenes y tallos están cubiertos con finos vellos.
Sus flores blancas aparecen desde la primavera a principios del verano.

## Distribución y hábitat
La distribución está bastante restringida a las montañas al noreste de Cooma en Nueva Gales del Sur en terreno rocoso accidentado, pero crece bien como árbol ornamental.

## Taxonomía
Eucalyptus olsenii fue descrita por L.A.S.Johnson & Blaxell y publicado en Telopea 1: 395. 1980.
Etimología
Eucalyptus: nombre genérico que proviene del griego antiguo: eû = "bien, justamente" y kalyptós = "cubierto, que recubre". En Eucalyptus L'Hér., los pétalos, soldados entre sí y a veces también con los sépalos, forman parte del opérculo, perfectamente ajustado al hipanto, que se desprende a la hora de la floración.